# Центральний повстанський комітет

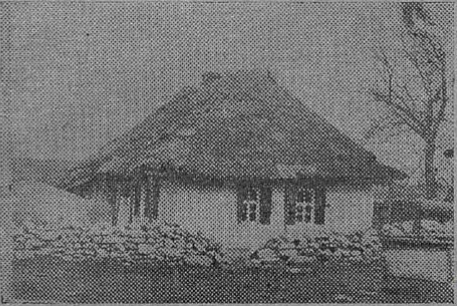
Хата, де знаходився Центральний повстанський комітет в Ханженковому.

Центральний повстанський комітет — підпільний військово-політичний центр з керівництва українським антиденикінським рухом опору на території Таганрозької округи в лютому–березні 1919 року.
Після піднятого повстання в станиці Федорівці 14 лютого там був створений повстанський штаб, який розробив подальший план дій і виділив керівника повстання в окрузі. 20 лютого 1919 повстанський штаб Федорівки скликав з'їзд уповноважених революційних комітетів повсталих сіл в слободі Ханженкове. На з'їзді було обрано Центральний повстанський комітет в який увійшли:
- Корольов А.
- Горланов Д. Х.
- Мірошниченко Р. П.[1]
- Форостянко[2]

ЦПШ шукав зброю для чого зв'язався з Таганрогом. При штабі був створений штаб формування, який займався записом і формуванням повстанських загонів.
27 лютого центральний повстанський комітет з частиною повстанських загонів відступив до Маріуполя.